# Crévoux
Pour les articles homonymes, voir Crévoux (homonymie).
Ne pas confondre avec Trévoux, commune de l'Ain
Crévoux est une commune française située dans le département des Hautes-Alpes, en région Provence-Alpes-Côte d'Azur.

## Géographie

### Situation
Crévoux est une commune de montagne située dans le massif du Parpaillon. Elle occupe toute la partie haute du vallon arrosé par le torrent homonyme, qui descend du Grand Parpaillon en direction du nord-ouest, pour se jeter dans la Durance au pied d’Embrun. Ce vallon est bordé au nord par le pic Saint-André (2 857 m) et le pic de Chabrières (2 746 m), à l'est par le pic de Crévoux (2 644 m) et la pointe de l'Eyssina (2 837 m), et au sud par le Grand Parpaillon (2 990 m) et l'arête de la Ratelle (2 572 m).
Le contraste est fort entre la rive droite, adret rocheux le plus souvent nu, et la rive gauche, ubac boisé à dominante de mélèzes. La vallée est encaissée et inhospitalière, sauf autour de la Chalp, où on trouve une petite plaine de remblaiement alluviale.

### Hameaux
D'est en ouest, soit en descendant le torrent : la Chalp, le chef-lieu, Praveyral, Champrond. Le chef-lieu, qui abrite la majorité de la population de la commune, est le seul établi sur la rive gauche, à l'ubac.

### Accès
On n'accède à Crévoux que par l'ouest, depuis Embrun, par une route relativement sinueuse et étroite (D 39). Cette route se poursuit vers le sud-est jusqu'au tunnel du Parpaillon, mais n'est plus goudronnée après le franchissement du torrent du Réal. Le tunnel du Parpaillon est fermé à toute circulation entre fin octobre et fin juin.

### Communes limitrophes
- Les Orres
- Saint-Sauveur
- Saint-André-d'Embrun
- Vars
- Saint-Paul-sur-Ubaye
- La Condamine-Châtelard

(ces deux dernières situées dans le département des Alpes-de-Haute-Provence).

### Climat
Pour des articles plus généraux, voir Climat de Provence-Alpes-Côte d'Azur et Climat des Hautes-Alpes.
En 2010, le climat de la commune est de type climat des marges montargnardes, selon une étude du Centre national de la recherche scientifique s'appuyant sur une série de données couvrant la période 1971-2000. En 2020, Météo-France publie une typologie des climats de la France métropolitaine dans laquelle la commune est exposée à un climat de montagne ou de marges de montagne et est dans la région climatique Alpes du sud, caractérisée par une pluviométrie annuelle de 850 à 1 000 mm, minimale en été.
Pour la période 1971-2000, la température annuelle moyenne est de 6,5 °C, avec une amplitude thermique annuelle de 16,9 °C. Le cumul annuel moyen de précipitations est de 886 mm, avec 7,1 jours de précipitations en janvier et 7,3 jours en juillet. Pour la période 1991-2020, la température moyenne annuelle observée sur la station météorologique de Météo-France la plus proche, « Les Orres », sur la commune des Orres à 6 km à vol d'oiseau, est de 7,7 °C et le cumul annuel moyen de précipitations est de 879,9 mm. 
La température maximale relevée sur cette station est de 34,2 °C, atteinte le 5 juillet 1936 ; la température minimale est de −23 °C, atteinte le 3 janvier 1979,,.
Les paramètres climatiques de la commune ont été estimés pour le milieu du siècle (2041-2070) selon différents scénarios d'émission de gaz à effet de serre à partir des nouvelles projections climatiques de référence DRIAS-2020. Ils sont consultables sur un site dédié publié par Météo-France en novembre 2022.

## Urbanisme

### Typologie
Au 1er janvier 2024, Crévoux est catégorisée commune rurale à habitat très dispersé, selon la nouvelle grille communale de densité à 7 niveaux définie par l'Insee en 2022.
Elle est située hors unité urbaine. Par ailleurs la commune fait partie de l'aire d'attraction d'Embrun, dont elle est une commune de la couronne,. Cette aire, qui regroupe 12 communes, est catégorisée dans les aires de moins de 50 000 habitants,.

### Occupation des sols
L'occupation des sols de la commune, telle qu'elle ressort de la base de données européenne d’occupation biophysique des sols Corine Land Cover (CLC), est marquée par l'importance des forêts et milieux semi-naturels (96,1 % en 2018), une proportion sensiblement équivalente à celle de 1990 (96,4 %). La répartition détaillée en 2018 est la suivante : 
espaces ouverts, sans ou avec peu de végétation (46,7 %), forêts (29,5 %), milieux à végétation arbustive et/ou herbacée (19,9 %), prairies (3,9 %).
L'évolution de l’occupation des sols de la commune et de ses infrastructures peut être observée sur les différentes représentations cartographiques du territoire : la carte de Cassini (XVIIIe siècle), la carte d'état-major (1820-1866) et les cartes ou photos aériennes de l'IGN pour la période actuelle (1950 à aujourd'hui).

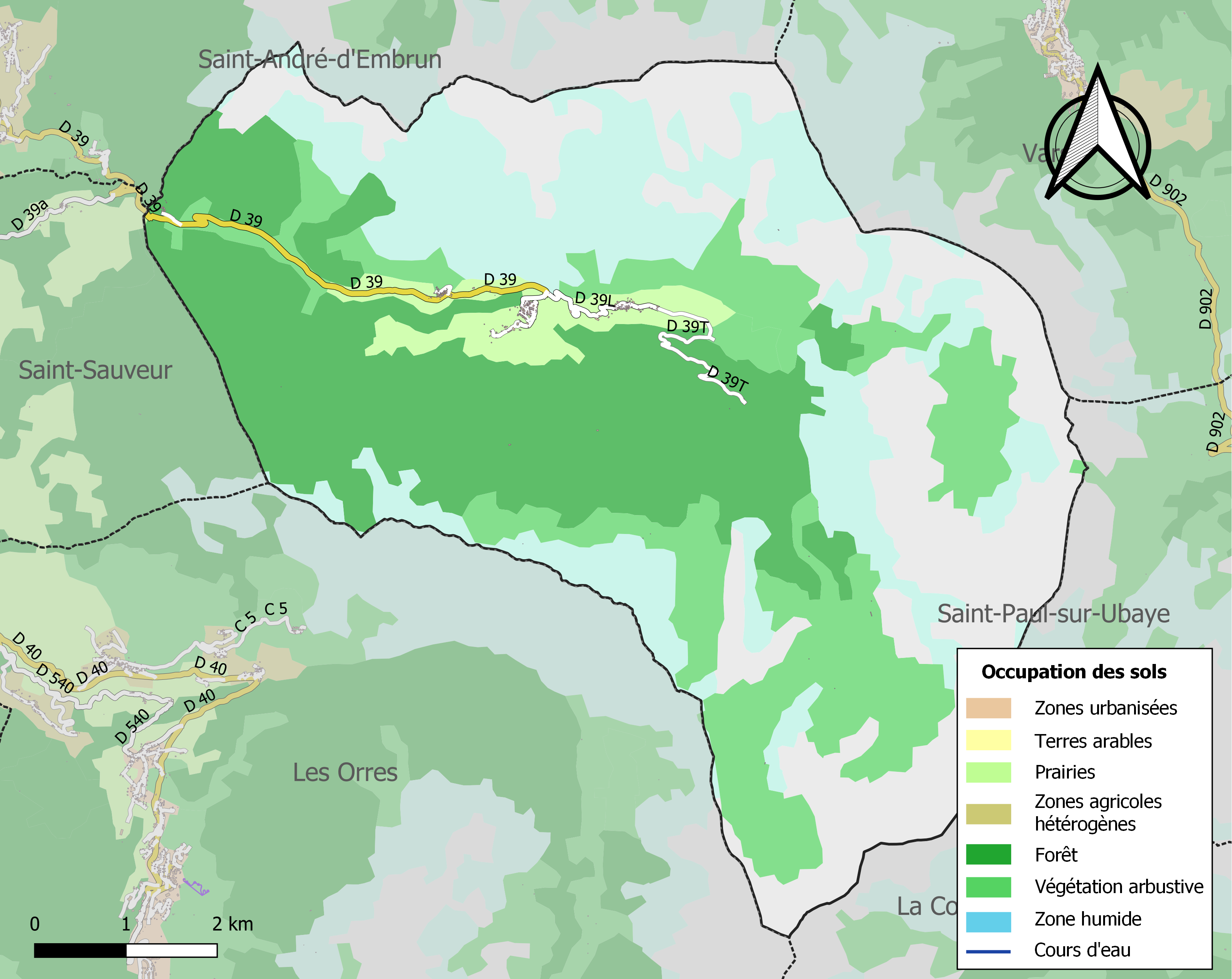
Carte de l'occupation des sols de la commune en 2018 (CLC).

## Toponymie
Le nom de la localité est attesté sous les formes Crevolum en 1127, Crevoli en 1263, de Crevolis au XIIIe siècle, Crévoulx en 1568.
Crevòs en haut-alpin.

### Étymologie
Ce nom viendrait d'un racine pré-latine crev-, variante de crav- qui signifie « pierre, rocher », associé au suffixe lui aussi pré-latin -olis.

## Histoire
Autrefois, le village avait une activité artisanale importante : vannerie, outillage, ébénisterie, charpente... et agricole, élevage (chèvres, vaches...), vin et eau-de-vie. Il avait aussi une activité d'ardoisière à partir de galeries creusées dans la falaise schisteuse au-dessus de Praveyral ; l'ardoise de Crévoux avait la réputation de durer « plus de cent ans ».
En 1937, l'épouse de Léo Lagrange, sous-secrétaire d’État aux sports et à l'organisation des loisirs, vient inaugurer la station de ski, qui est ainsi l'une des plus anciennes des Hautes-Alpes. Cette création s'inscrit dans la politique du Front populaire de soutien au tourisme et à la démocratisation des sports.

## Politique et administration

### Liste des maires
| Période                                  | Période      | Identité             | Étiquette | Qualité                                   |
| ---------------------------------------- | ------------ | -------------------- | --------- | ----------------------------------------- |
| Les données manquantes sont à compléter. |              |                      |           |                                           |
| avant 1981                               | ?            | Henri Elzéard        |           |                                           |
| mars 2001                                | juillet 2020 | Marie-Jeanne Faure   |           | Retraitée de la fonction publique         |
| juillet 2020                             | En cours     | Stéphane Scarafagio, |           | Chef d'entreprise de dix salariés ou plus |

### Intercommunalité
Crévoux fait partie: 
- Jusqu'en 2016 de la communauté de communes de l'Embrunais ;
- À partir du 1er janvier 2017, de la communauté de communes de Serre-Ponçon[20].

## Démographie
Ses habitants sont appelés les Crévolins.
L'évolution du nombre d'habitants est connue à travers les recensements de la population effectués dans la commune depuis 1793. Pour les communes de moins de 10 000 habitants, une enquête de recensement portant sur toute la population est réalisée tous les cinq ans, les populations de référence des années intermédiaires étant quant à elles estimées par interpolation ou extrapolation. Pour la commune, le premier recensement exhaustif entrant dans le cadre du nouveau dispositif a été réalisé en 2008.

En 2022, la commune comptait 122 habitants, en évolution de −9,63 % par rapport à 2016 (Hautes-Alpes : +0,4 %, France hors Mayotte : +2,11 %).
| 1793 | 1800 | 1806 | 1821 | 1831 | 1836 | 1841 | 1846 | 1851 |
| ---- | ---- | ---- | ---- | ---- | ---- | ---- | ---- | ---- |
| 435  | 525  | 518  | 527  | 543  | 528  | 520  | 526  | 508  |

| 1856 | 1861 | 1866 | 1872 | 1876 | 1881 | 1886 | 1891 | 1896 |
| ---- | ---- | ---- | ---- | ---- | ---- | ---- | ---- | ---- |
| 528  | 521  | 512  | 457  | 451  | 483  | 446  | 402  | 382  |

| 1901 | 1906 | 1911 | 1921 | 1926 | 1931 | 1936 | 1946 | 1954 |
| ---- | ---- | ---- | ---- | ---- | ---- | ---- | ---- | ---- |
| 385  | 387  | 385  | 298  | 267  | 235  | 233  | 226  | 189  |

| 1962 | 1968 | 1975 | 1982 | 1990 | 1999 | 2006 | 2008 | 2013 |
| ---- | ---- | ---- | ---- | ---- | ---- | ---- | ---- | ---- |
| 159  | 131  | 127  | 115  | 117  | 103  | 124  | 129  | 130  |

| 2018 | 2022 | - | - | - | - | - | - | - |
| ---- | ---- | - | - | - | - | - | - | - |
| 125  | 122  | - | - | - | - | - | - | - |

## Lieux et monuments

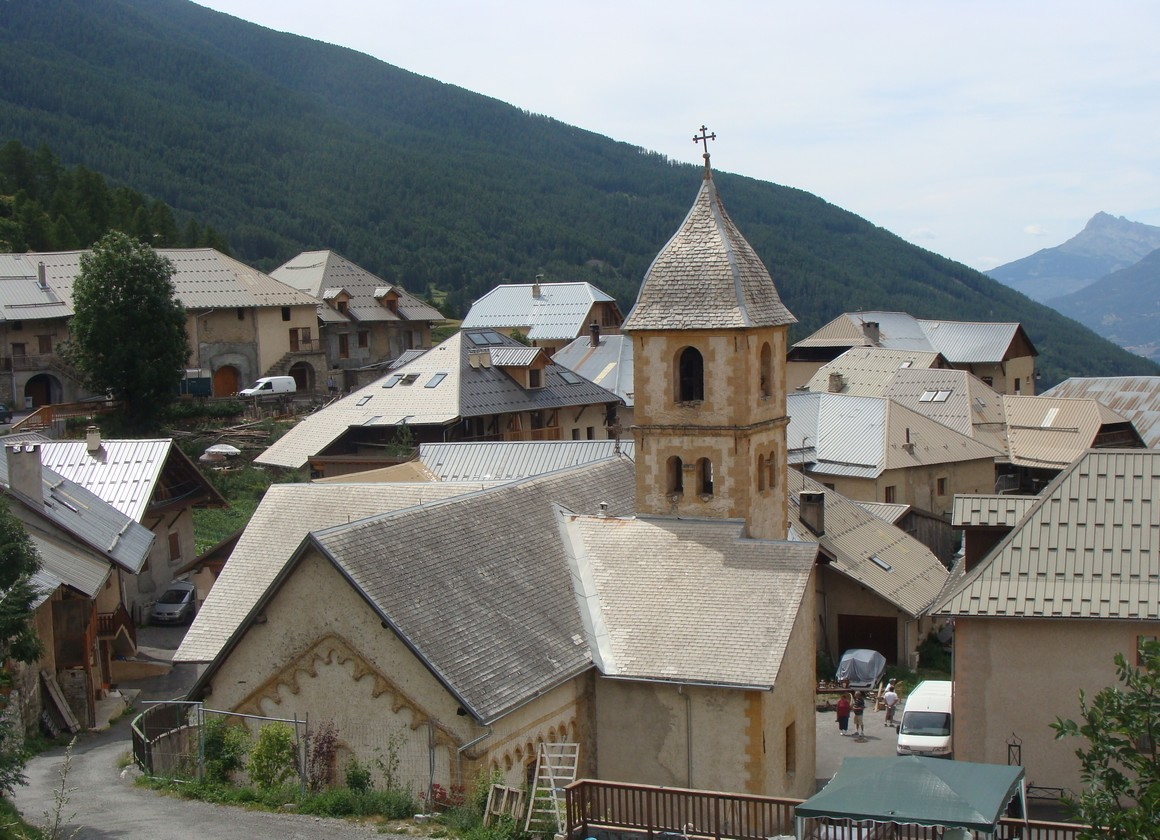
Vue partielle du village blotti autour de l'église.

- L'église paroissiale : construite au XIVe siècle sur un plan en croix grecque (à quatre branches égales), elle est dédiée à saint Marcellin, premier évêque d'Embrun. Incendiée en 1692 par les troupes du duc de Savoie, elle a été profondément remaniée aux XVIIIe et XIXe siècles ; la charpente notamment a été rehaussée, ce qui apparaît dans les décorations de la façade. Son clocher à bulbe couvert d'ardoises est d'un style unique dans la région. Ses pierres d'angle sont simulées en peinture. Les décorations extérieures, et notamment les modillons, sont rehaussées de peinture.
- Chapelle Saint-Jean de la Chalp.
- Chapelle Saint-Antoine de Praveyral.
- Le musée rural « le Temps retrouvé » : présente des objets de la vie quotidienne des anciens (skis, barattes, rouets et outils) (quand il est ouvert).
- Le moulin, en activité jusqu'en 1955, dernièrement rénové.
- Le four, où on cuit le « pain de Crévoux » à l'occasion de chaque animation du village.
- La fontaine et le cadran solaire, sur la place du chef-lieu.
- La chapelle de la Chalp, à la voûte en berceau roman, et richement décorée.
- La route du col du Parpaillon : construite par l'armée à partir de 1891 dans le cadre de la ligne Maginot, elle monte à travers une forêt de mélèzes, et donne accès à plusieurs cascades, dont celle du Razis. On y trouve aussi la « cabane des Espagnols », souvenir des 500 républicains réfugiés en France en 1939, réquisitionnés pour participer à la rénovation de la route.
- Le « parcours des fées » : installation d'art éphémère dans la forêt au-dessus de la Chalp, créée en 2006 par un artiste local, Érik Lorré, et renouvelée chaque année.
- La cascade du Crachet, visible de la route du col, et accessible à pied depuis la Chalp.
- La « grotte du Drac », visible de la route montant vers le village.

## Économie
Il reste quatre agriculteurs en activité. Leur production est importante : lait, fromages naturels (vache-chèvre ou 3 laits) ou bio (chèvre ou vache), tomes pur chèvre et crottins. Quelques artisans : boulanger, tournage sur bois, écoconstruction. Marché tous les lundis en été.
La station de ski alpin (1 550 m - 2 400 m), inaugurée en 1937, est l'une des plus anciennes des Alpes du sud. Station familiale située immédiatement au-dessus du chef-lieu, elle comporte aujourd'hui 15 pistes (1 noire, 5 rouges, 6 bleues, 3 vertes) sur plus de 20 kilomètres, desservies par 5 remontées mécaniques, et un espace « Jardin des neiges ». Elle est gérée par la station de Vars. Un cinquième téléski a été construit sur l'arête de la Ratelle, culminant à 2 550 mètres, et a été mis en service à la fin de 2010. Le ski nordique se pratique au départ de La Chalp : 7 itinéraires totalisant 45 kilomètres (erreur admise par un élu, il n'y en a que 25 kilomètres).
L'activité hôtelière est importante, en hiver pour le ski, et en été pour la randonnée : hôtels, gîtes ruraux et restaurants.

## Évènements
La municipalité et le syndicat d'initiative organisent, été comme hiver, de nombreuses animations et activités ouvertes à tous:
- Pot d'accueil des touristes tous les lundis de l'été (ce n'est plus vrai)
- Vide-grenier et fête du pain en juillet
- Fête de la Chalp le 15 août
- Journées gourmandes le troisième vendredi d'août, préparées par les restaurateurs de la commune. À l'heure actuelle seul un restaurateur y participe
- Excursions encadrées (journées pastorales, parcours des fées, etc.), sorties raquettes en hiver
- Amontagnage (montée des troupeaux vers les pâturages d'été)
- La typique course de la Ratelle (depuis 2 ans elle n'existe plus)
- Journées du patrimoine
- Visites chez les artisans (tourneur sur bois, peintre, boulanger) (il n'y a pas de peintre)

Le programme de chaque semaine ou mois est disponible en temps réel sur le site du syndicat d'initiatives.

### Crévoux dans les arts
Crévoux est citée dans le poème d’Aragon, Le conscrit des cent villages, écrit comme acte de Résistance intellectuelle de manière clandestine au printemps 1943, pendant la Seconde Guerre mondiale.

## Personnalités liées à la commune
- Coraline Hugue, de la Chalp, championne d'Europe junior de ski de fond en 2004, s'est distinguée en coupe d'Europe, en coupe du monde et en championnat de France, pour sa première année en catégorie senior. Elle n'a pu participer aux jeux olympiques 2010 pour cause de rupture des ligaments croisés du genou droit[30].

## Héraldique
| Blason de Crévoux | Blason  | Taillé : au 1er d'azur à la croix d'argent cantonnée d'une crosse d'or posée en barre en pointe à dextre, au 2e de sinople à la tour crénelée de quatre pièces d'or ouverte du champ, ajourée de quatre fenêtres de sable rangées en fasce. |
| Blason de Crévoux | Détails | Le statut officiel du blason reste à déterminer. |